# Léonor Graser
Léonor Graser (24 settembre 1984) è un'attrice e sceneggiatrice francese, ricercatrice in sociologia della letteratura.
È la quarta dei cinque figli dell'attrice e giornalista franco-algerina Catherine Belkhodja. È la sorella dell'attrice Maïwenn Le Besco, mentre il suo fratello maggiore è il documentarista Jowan Le Besco, capo operatore dei due film scritti e realizzati dalla sua altra sorella: Isild Le Besco, Demi tarif (Mezza tariffa) e Charly. È attore anche il fratello minore Kolia Litscher.

## Biografia
Ex-allieva del Conservatorio Nazionale di Musica di Parigi, ha svolto degli studi di musica part time, prima di andare al liceo Carlomagno ed al liceo Turgot a Parigi. Da bambina, Léonor ha frequentato la Scuola di canto corale di Parigi e ha dato numerosi concerti all'opera Bastiglia, alla Città della Villette, alla Cattedrale di Notre-Dame, al Teatro del Chatelet, alla Casa della Radio o allo Zenit.
Da giovane è comparsa in Le Tombeau d'Alexandre (Il sepolcro d'Alessandro) di Chris Marker. Ha dato la replica a Claude Brasseur in un film di Alain Bonnot, prima di recitare in Le mur aux fées (Il muro alle fate) di Michel Léviant. Mentre era ancora un'adolescente, ha partecipato al primo film di scuola d'Emmanuelle Bercot, La Puce (La pulce), che ha ottenuto una derogazione speciale di proiezione nelle sale.
Ha recitato poi sotto la direzione di Benoît Jacquot e Michel Léviant.

## Filmografia

### Attrice
- 1992: Le tombeau d'Alexandre di Chris Marker
- 1994: Le mur aux fées di Michel Léviant
- 1996: La Puce d'Emmanuelle Bercot
- 2004: À tout de suite di Benoît Jacquot
- 2006:  En souvenir de nous di Michel Léviant

### Sceneggiatrice
- Chacun son style  di Léonor Graser
- Lettrice da SOPADIN (una società dedicata ai concorsi di sceneggiatura)

## Produttrice
- 2004: Demi tarif d'Isild Le Besco con KAREDAS

## Premi
(assegnati per Demi-tarif)
- 2004: Premio Speciale della Giuria al Festival del Film Europeo di Angers
- 2004: Premio Procirep Primi Piani al Festival del Film Europeo di Angers
- 2004: Premio Speciale della Giuria del Festival di Seul
- 2004: Gran Premio della Giuria del Crossing Europe Festival di Linz
- 2004: Nomina per il Premio Louis Delluc